# Slide Along Side
Slide Along Side è un singolo del musicista statunitense Shifty Shellshock, pubblicato nel 2004.

## Tracce
UK CD #1
1. Slide Along Side – 3:47 (testo: Shifty, TC, Bret Mazur, Kraig Tyler, Doug Miller)
2. Boom Box – 2:46 (testo: Shifty, TC)

UK CD #2
1. Slide Along Side – 3:47 (testo: Shifty, TC, Bret Mazur, Kraig Tyler, Doug Miller)
2. Boom Box – 2:46 (testo: Shifty, TC)
3. Love We Once Knew – 3:38 (testo: Shifty, TC)
4. Slide Along Side (Video) – 3:48 (testo: Shifty, TC, Bret Mazur, Kraig Tyler, Doug Miller)

## Classifiche
| Chart (2004)           | Peak position |
| ---------------------- | ------------- |
| ARIA                   | 48            |
| SNEP                   | 45            |
| Media Control AG       | 63            |
| FIMI                   | 11            |
| Single Top 100         | 24            |
| Sverigetopplistan      | 36            |
| Schweizer Hitparade    | 42            |
| Official Singles Chart | 29            |
| Billboard Pop Songs    | 38            |